# بئر السقيا
بئر السقيا، إحدى آبار المدينة المنورة، كان يملكها مالك بن النضر والد الصحابي أنس بن مالك، تقع بالقرب من مسجد السقيا وبالتحديد داخل سور محطة السكة الحديد بالعنبرية، وقد دعا عندها الرسول ﷺ لأهل المدينة بالبركة، وعندها تفقد جيش غزوة بدر، وتقع بالتحديد جنوب مسجد السقيا على خط الإسفلت للمتجه إلى جدة، وقد روى أحمد بن حنبل عن عائشة بنت أبي بكر أن النبي كان يستعذب له الماء من بيوت السقيا، وفي رواية: بئر السقيا.

## سبب التسمية
سمي البئر بهذا الاسم لأنه عندما رجع النبي صلى الله عليه وسلم من المدينة يريد مكة نزل السقيا وقد عطش، فأصابه بها مطر فسماه السقيا؛ فأصبحت البئر معروفة بهذا الاسم لدى سكان المدينة.، وقد استسقى منها عمر بن الخطاب وكذلك العباس عم النبي صلى الله عليه وسلم.

## آثار بئر السقيا
من جهة الغرب يقع بناء مستطيل مجصص، وهو مبنمى كبناية دواوين أهل المدينة، ويرتفع عن الأرض بنحو متر واحد، ولما توضأ النبي صلى الله عليه وسلم من بئر السقيا كان الديوان البئر من جهة الغرب، وقد أزيل كل ذلك وطمت البئر لصالح التوسعة السعودية.

## وصلات خارجية
- بئر السقيا أحد الآبار التي شرب وتوضأ منها الحبيب صلى الله عليه وآله وسلم.